# Brenthis sesquierilda
Brenthis sesquierilda är en fjärilsart som beskrevs av Ruggero Verity 1957. Brenthis sesquierilda ingår i släktet Brenthis och familjen praktfjärilar. Inga underarter finns listade i Catalogue of Life.